# 104 př. n. l.

## Události

### Podle místa

#### Římská republika
- Řím vyhlašuje výjimečný stav, protože se germánským útočníkům otevírá cesta do Itálie. Gaius Marius, přemožitel Jugurthy, je podruhé zvolen konzulem. Oslavuje svůj triumf. Jugurtha je veden v průvodu a uvržen do Tullianu, kde umírá hlady.
- Druhé povstání otroků: Athenion zahájí povstání otroků v Segestě na Sicílii.
- Poslední erupce sopky Vulsini.

#### Judsko
- Aristobulos I. se po Janu Hyrkánovi stává králem a veleknězem Judska, kterým je až do roku 103 př. n. l.

#### Asie
- Válka nebeských koní: císař Wu-ti z Chanu posílá armádu 6 000 jezdců a 10 000 trestanců pod vedením Li Kuang-liho, aby zaútočila na Ta-jüan v moderním Kyrgyzstánu poté, co Wugua, král Ta-jüanu, odmítl poslat Chanu kteréhokoli z ceněných koní Ta-jüanu a po sporném setkání s chanskými diplomaty je nechá zabít a zmocní se jejich zboží. Expediční síly Chanu postupují s obtížemi, pochodují vyprahlými oblastmi a čelí nepřátelským městům.[1]

## Narození
- Julia, matka Marca Antonia

## Úmrtí
- Tung Čung-šu, čínský filozof a státník (* asi 179 př. n. l.)
- Jan Hyrkán, princ a velekněz Judska (* 164 př. n. l.)
- Jugurtha, král Numidie (popraven Římem) (* asi 160 př. n. l.)

## Hlavy států
- Parthská říše – Mithradatés II. (124/123 – 88/87 př. n. l.)
- Egypt – Ptolemaios X. Alexandros (110 – 109, 107 – 88 př. n. l.)
- Čína – Wu-ti (dynastie Západní Chan)